# 惡靈剋星
《惡靈剋星》是日本漫畫家創作的少年漫畫，2023年8月4日起在《Jump Square》開始連載。
本作在2025年排名全國書店店員推薦漫畫排行榜第2名，入圍2025年電子漫畫大賞（電子漫畫大獎）男性部門提名。

## 登場人物

### 惡靈剋星
宍喰野虎落

生日：4月19日／身高：174公分／血型：B型／星座：白羊座／喜歡：所有能吃的東西（限定商品或新品）、看電影／出身地：秋田縣
本作男主角，家族世世代代以除靈為生。
雖然看不見幽靈，但能夠借他人（接觸）的靈力看見幽靈，而且擁有吞噬幽靈來強行除靈的能力。
出身於除靈世代的家族，為了到鎌倉，家族給出兩個條件，繼續在山裡修煉或是除掉鎌倉的惡靈，定期回報給家族。
是岸遊人

生日：9月23日／身高：170公分／血型：B型／星座：天秤座／喜歡：讀書、奶奶做的司康、日本料理
高校一年級生，優等生，幽靈感知力為0，因為奶奶曾說過死後會變成幽靈找他，但沒有實現，因此是岸便不相信幽靈的存在。
根據肆矢透露，是岸在中學時氣質跟現在不太一樣。
觀崎薰

生日：11月22日／身高：171公分／血型：A型／星座：天蠍座／喜歡：漫畫（少女、少年、青年漫畫都看）
御宅族，《灌籃高手》猶如他的人生聖經。
從小就能夠看見幽靈，但也因此遭受了許多不幸，眼睛上的疤，是中學時拿刀劃傷的。為了營造出幽靈難以接近的氛圍，刻意染頭髮、戴高度數美瞳（為了不跟幽靈對上眼），讓自己看起來很輕浮。
跟姐姐住一起，因為老家受到附近靈道的影響，導致在家裡就會吸引幽靈，進而不斷看到幽靈，後續經由虎落等人除靈，家中也不再鬧鬼，跟媽媽的關係也不再不好。
多聞康太郎

生日：7月13日／身高：178公分／血型：O型／星座：巨蟹座／喜歡：音樂、不辣的咖哩、幽靈
能聽到幽靈聲音的人，擅長透過跟靈體交流，讓靈體成佛。
由於他的感知力，常常被人以奇怪的眼光看待，因此變得不擅長與眼神交流，甚至產生排斥反應而嘔吐。如果不看對方的臉，可以正常交流，可以講電話但沒辦法視訊通話。
跟薰練習過對看三分鐘不吐出來，本人也不知道為什麼只有跟虎落等人才有辦法正常交流。

## 出版書籍
| 卷數 | 集英社        | 集英社                 | 文化傳信       | 文化傳信               | 東立出版社                  | 東立出版社                                                                                       | 华文天下 | 华文天下               |
| 卷數 | 發售日期      | ISBN                   | 發售日期       | ISBN                   | 發售日期                    | ISBN                                                                                             | 發售日期 | ISBN                   |
| ---- | ------------- | ---------------------- | -------------- | ---------------------- | --------------------------- | ------------------------------------------------------------------------------------------------ | -------- | ---------------------- |
| 1    | 2023年12月4日 | ISBN 978-4-08-883724-6 | 2024年11月29日 | ISBN 978-988-8723-31-7 | 2025年3月6日 2025年3月10日  | ISBN 978-626-02-3447-8（首刷限定版） ISBN 978-626-02-3446-1                                      |          | ISBN 978-7-5225-3801-3 |
| 2    | 2024年4月4日  | ISBN 978-4-08-883894-6 | 2025年2月      | ISBN 978-988-8723-32-4 | 2025年4月1日                | ISBN 978-626-02-4483-5（首刷限定版） ISBN 978-626-02-4321-0                                      |          | ISBN 978-7-5225-3802-0 |
| 3    | 2024年8月2日  | ISBN 978-4-08-884141-0 |                |                        | 2025年6月13日 2025年6月20日 | ISBN 978-626-02-4714-0（首刷限定版） ISBN 978-626-02-4625-9                                      |          |                        |
| 4    | 2024年12月4日 | ISBN 978-4-08-884353-7 |                |                        | 2025年7月24日               | ISBN 978-626-02-4980-9（會場限定版） ISBN 978-626-02-4979-3（首刷限定版） ISBN 978-626-02-4626-6 |          |                        |
| 5    | 2025年6月4日  | ISBN 978-4-08-884464-0 |                |                        |                             |                                                                                                  |          |                        |

## 外部連結
- 漫畫官方網站 - Jump Square （日語）